# 穂積安光
穂積 安光（ほずみ やすみつ、1926年 - ）は、日本の作家。主著に『我思う、故に我あり』がある。

## 人物
1926年に福島県に生まれる。旧制石川中学校から福島師範学校に学ぶ。剣道五段練士。小学校教師１年を経て、実業に転向。3つの会社を創立・経営。1973年から財団法人モラロジー研究所職員となり、福島社会教育センター主事（所長）。福島女子短期大学講師。1984年から1985年3月までブラジル出向。その後、アメリカ2回、ペルー2回、アルゼンチン、パラグアイ、台湾3回など各地で講演とカウンセリングを行う。